# 성선녀
성선녀(成仙女, 1955년 8월 18일 ~ )는 대한민국의 성우다. 1973년 TBC 공채 성우로 데뷔했으며, 언론통폐합으로 인해 현재는 KBS 14기로 분류된다.

## 주요 출연작품

### 애니메이션
※전체 출연작은 외부 링크를 참조
- 개구리 왕눈이 (SBS) - 뭉치 엄마
- 닌타마 란타로 - 이스케 / 식당 아주머니
- 란마 1/2 - 코론
- 명탐정 코난 - 봉기순, 천순자, 보연희, 강정순
- 무지개 요정 큐티하니 (SBS)
- 베르사이유의 장미 (KBS) - 마리아 테레지아
- 아이언 키드 (KBS) - 오렌지 마마
- 정령의 숲 - 토로가이
- 전설의 마법 쿠루쿠루 - 마법사 할머니/내레이션
- 빨강 머리 앤 (KBS) - 조시파이 / 베리 부인
- 쌍둥이 대소동 (SBS) - 교장선생님
- 슈퍼 그랑죠 (SBS) - 메이 할머니
- 요술천사 피치 (MBC) - 키메라 / 릴리 어머니
- 이누야샤 (애니원) - 금사매
- 이누야샤 완결편 (애니원) - 금사매
- 엘하자드 - 디바
- 전설의 마법 쿠루쿠루 (투니버스) - 해설 / 코코리 할머니
- 카우보이 비밥 (투니버스) - 아나스타샤
- 하얀마음 백구 (SBS) - 판석 엄마
- 허클베리핀의 모험 (투니버스) - 더글라스
- 환상게임 (투니버스) - 내레이션 / 유기 (청룡 칠성)/태일군
- 파워레인저 엔진포스(챔프) - (27화)
- 왈가닥 작은 아씨 (KBS) - 에시아
- 티몬과 품바 - 셴지, 엄마새 등
- 천공전사 젠키 (투니버스) - 사키
- 왕부리 팅코 (SBS) - 바라라
- 개구쟁이 데니스 (KBS)
- 인형공주 리카 (KBS) - 아르네 / 담임 수녀님
- 바이오캅 윙고 (MBC) - 삼바
- 핌블핌블 (KBS) - 또또 아줌마
- 우주용사 버즈 (KBS)
- 레미제라블 (SBS)
- 일지매 (SBS) - 장고의 스승2
- 요술곰의 모험나라 (KBS) - 그레미
- 인터섹션 (애니박스) - 포주
- 정령의 수호자 (애니박스) - 토로가이
- 신령사냥 (애니박스) - 히메코
- 다카하시 루미코 극장 - 인어의 숲 (애니원) - 할머니
- 베이비짱 (퀴니) - 돈마나
- 레터비 (투니버스) - 해설
- 레이브 (투니버스) - 점술사
- 달려라 이다텐 (투니버스) - 링 아나운서
- 몬스터 (투니버스) - 가짜 말고트 랭거
- 은비 까비의 옛날 옛적에 (KBS)
- 자니 브라보 (투니버스) - 어머니
- 소년탐정 김전일 Original (챔프) - 반다이
- 날아라 번개호 (SBS)
- 지파이터스 (투니버스) - 지젤
- 곰돌이와 비키의 모험 (EBS) - 심술쟁이
- 마녀들이 사는 법 (EBS) - 할머니
- 터닝메카드 W (KBS) - 가고토스G
- 터닝메카드 W: 반다인의 비밀 (투니버스) - 가고토스G

### 극장용 애니메이션
- 라이온 킹 - 셴지
- 라이온 킹 2 - 지라
- 라이온 킹 1과½:하쿠나 마타타 - 셴지
- 릴로 & 스티치 - 총사령관
- 릴로 & 스티치 TV시리즈 - 총사령관
- 메이의 새빨간 비밀 - 첸 이모할머니
- 몬스터 대학교 - 도서관 사저
- 뮬란(MOVIE) - 중매쟁이/조상신
- 뮬란 2 - 중매쟁이
- 바이오니클 - 노카마
- 신데렐라 - 트리메인 부인
- 센과 치히로의 행방불명  - 유바바
- 슈렉 2 - 릴리언 왕비
- 토드와 코퍼 - 빅마마
- 천공의 성 라퓨타  - 도라/시타의 할머니
- 하울의 움직이는 성 - 황야의 마녀
- 아마게돈(KBS)
- 아기곰 루도빅(KBS) - 선생
- 아야와 마녀 - 벨라 야가
- 어머! 물고기가 됐어요 - 고모
- 잠자는 숲 속의 공주 - 말레피센트
- 정글북 - 암컷 코끼리
- 월리스와 그로밋 - 거대토끼의 저주(SBS) - 더미 부인
- 빨간 머리 앤 - 그린 게이블로 가는 길 - 마릴라
- 쿵푸팬더 4 - 카멜레온

### 외화

#### 전담배우
- 우피 골드버그
  - 메이드 인 아메리카 (KBS, MBC) - 사리 메춘
  - 보거스 (MBC) - 헤리엣
  - 보이즈 온 더 사이드 (KBS) - 제인
  - 사랑과 영혼 (KBS, SBS) - 오다메
  - 스타 트랙 7 - 넥서스 트랙 (MBC) - 가이난
  - 시스터 액트 (KBS) - 들로리스
    - 시스터 액트 2 (KBS) - 들로리스

  - 에디 (MBC) - 에디
  - 컬러 퍼플 (KBS) - 셀리
  - 코리나 코리나 (SBS) - 코리나
  - 처음 만나는 자유 (SBS) - 발레리

#### 영화
- 가위손 (KBS) - 헬렌 (콘처터 페럴)
- 슈퍼맨 3 (KBS) - 베라 (애니 로스)
- 초대받지 않은 손님 (KBS) - 틸리 (버지니아 크리스틴)
- 해리포터와 아즈카반의 죄수 - 마지 더즐리(팸 페리스)
- 매트릭스 - 오라클(글로리아 포스터) (SBS)
  - 매트릭스 2: 리로디드 - 오라클(글로리아 포스터) (SBS)
  - 매트릭스 레볼루션 - 오라클 (메리 앨리스) (SBS)
- 좋은 친구들 (SBS) - 토미의 어머니(케서린 스콜세이지)
- 크림슨 리버 (SBS)
- 딥 임팩트 - 로빈 (바네사 레드그레이브) (SBS)
- 동굴속의 비밀 (SBS)
- 리플리 - 집주인 (SBS)
- 시네마 천국 (SBS) - 안나(아이사 다니엘리)
- 단테스 피크 (SBS)
- 아직은 사랑을 몰라요 (SBS)
- 잔혹한 음모 (SBS)
- 빅 마마 하우스 - 해티 매 피어스/빅 마마(엘라 미첼) (SBS)
- 벤허 - 미리암 (마샤 스코트) (SBS)
- 라인 스톤 (SBS)
- 이유 없는 반항(KBS) - 선생님(엘미라 시시온스)
- 그레이티스트 - 토니 (KBS)
- 말레나 (KBS)
- 쉘 위 댄스 - 도요코 (와타나베 에리코) (KBS)
- 7번째 사진 - 마르티나 (KBS)
- 허리케인 카터 (KBS)
- 아멜리에 - 까페주인 수잔 (KBS)
- 갱스터 초치 (KBS) - 카폐 주인(템비 니안데니)
- 제리 맥과이어 - 마시 (레지나 킹) (KBS)
- 풀 몬티 - 린다 (KBS)
- 슬립워커 - 헬렌 (KBS)
- 행복을 파는 기계 - 엘바 (KBS)
- 의뢰인 - 레지 엄마, 카렌 간호사, 여자 간수, 흑인 여경찰, 비서 (KBS)
- 피크닉 - 로즈마리 (KBS)
- 라카와나 블루스 - 레이첼 '유모' 크로스비(S. 이페서 메커슨) (KBS)
- 여름연가 - 옘 (KBS)
- 인 더 베드룸 - 케이티 그린넬 (SBS)
- 아더와 미니모이 - 할머니 (KBS)
- 댄싱히어로 - 할머니 외 (SBS)
- 레터스 투 줄리엣 - 로레인 (마시아 드보니스) (KBS)
- 동방삼협 (SBS)
- 숀 코너리의 함정 (KBS)
- 닥터 T - 마리아 (KBS)
- 내 사랑 루시 (KBS)
- 핀지콘티니가의 정원 (KBS)
- 카라멜 - 릴리 (KBS)
- 흐르는 강물처럼 (KBS) - 제시의 어머니(에디 매클러그)
- 8명의 여인들 - 샤넬 부인 (퍼민 리처드) (KBS)
- 발리우드 할리우드 - 루시 (KBS)
- 마이티 덕3 (KBS)
- 디어 헌터 (KBS)
- 마이티 덕2 - 루이스 (KBS)
- 허드서커 대리인 (KBS) - 마스버거의 부인(일리노어 글로그너) / 음식점 종업원(린다 맥코이)
- 프리쳐스 와이프 - 마가리트 부인 (제니퍼 루이스) (KBS)
- 쉰들러 리스트 (KBS) - 단카의 엄마(미리 파비안)
- 식스맨 (KBS)
- 내게 너무 멋진 서쪽나라 - 미하엘라 어머니 (KBS)
- 바람과 함께 사라지다 (KBS) - 미드의 부인(레오나 로버츠) / 메리웨더(제인 다웰)
- 사랑의 블랙홀 - 랭카스터 (안젤라 페이턴) (KBS)
- 자이언트 (KBS)
- 돈가방을 든 수녀 (SBS)
- 죽은 시인의 사회 (KBS) - 닐의 어머니(칼라 벨버) / 연극배우
- 키드 (KBS) - 케니의 할머니(주아니타 무어) / 가게 손님(얀 호그)
- 심플 플랜 - 루 부인 (KBS)
- 아름다운 시절  (KBS) - 글로리아(비르기트 진)
- 아가사 크리스티의 창백한 말 - 시빌 (KBS)
- 빨간 머리 앤(영어판) - 마릴라 (EBS)
- 원초적 무기 (SBS)
- 로렌조 오일 (KBS)
- 코리나 코리나 - 코리나 (SBS)
- 킬러가 보낸 편지 (KBS)
- 매디슨 카운티의 다리 (KBS) - 프란체스카의 친구(데브라 멍크)
- 위대한 산티니 (KBS)
- 사랑해, 파리 (KBS) - 마리안(마리안 페이스풀) / 지나(제나 롤런즈)
- 퀴즈 쇼 (KBS) - 방송국 직원(메리 슐츠)
- 타워링 (KBS)
- 어느 이혼녀의 고백 (KBS)
- 트위스터 (KBS) - 조의 엄마(러스티 슈위머)
- 도망자 2 (SBS)
- 하이디(KBS) - 하이디의 이모(로테 레들) / 클라라의 할머니(마르가레테 하겐)
- 꾸러기 전쟁 (KBS) - 아이의 엄마(린나 르블랑)
- 코드 46(KBS) - 윌리엄의 상관(셜리 킹)
- 어니스트: 유령 퇴치 작전(KBS) - 선생님(재키 웰치)
- 포이즌 아이비 (SBS)

#### 드라마
- 로스트(KBS) - 로즈(L. 스콧 캘드웰)
- 천사들의 합창(KBS, SBS) - 교장 선생님
- 커맨더 인 치프(KBS) - 주지사 외
- 사브리나(KBS) - 힐다
- 스타는 괴로워(KBS) - 선생님
- 천사의 손길 시즌 9(평화방송) - 테스

### 게임
- 월드 오브 워크래프트 - 오크 여성, 트롤 여성, 타우렌 여성, 서슬깃 차를가
- 갓 오브 워 2 - 내레이션, 가이아
- 에이지 오브 미솔로지 - 아만라
- 슬라이쿠퍼 - 전설의 비법서를 찾아서 - 미즈 루비

### 방송
- MBC 뉴스투데이 (MBC)
- 불만제로 (MBC) - 내레이션
- 엑소시스트 (tvN) - 내레이션
- 전주MBC 창사43주년 특집 HD다큐멘터리 요약본 (전주MBC)
- KBS 아침뉴스타임 (KBS)

## 같이 보기
- 한국방송 성우극회